# Beatmania ClubMIX
Beatmania ClubMIX es un videojuego musical derivado de la serie de beatmania y fue creado por BEMANI. Fue estrenado en marzo del año 2000 y en diciembre, salió su contraparte para consola el mismo año bajo el nombre de beatmania APPEND ClubMIX. En arcade, tiene un total de 31 canciones, en su mayoría licenciadas, exclusivas y con algunas cuantas provenientes de beatmania completeMIX 2. En cuanto en la versión para PlayStation, tiene un total de 42 canciones.

## Modos de juego
- Normal: Es el modo básico. La dificultad es simple, y las canciones son de nivel 1 al 6. Ideal para principiantes. Cuatro stages por ronda.
- Maniac: La dificultad aumenta de 3 a 8. Cuatro stages por cada ronda.
- Expert: En este modo, el jugador selecciona Courses: Cursos compuesto de cinco canciones los cuales se deben pasar evitando que la barra de energía se vacíe por ejecutar mal las notas. Si se agota por completo, el juego de interrumpirá abruptamente y se dará por terminado.

## Lista de canciones
La siguiente tabla muestra las canciones introducidas en el juego:
| Nombre                                 | Género                | Artista                                            | BPM                   | Disponible en Arcade  | Disponible en PlayStation |
| Canciones Licenciadas                  | Canciones Licenciadas | Canciones Licenciadas                              | Canciones Licenciadas | Canciones Licenciadas | Canciones Licenciadas     |
| -------------------------------------- | --------------------- | -------------------------------------------------- | --------------------- | --------------------- | ------------------------- |
| COMMITTED FEAT. PHIFE                  | HIPHOP                | AMBIVALENCE                                        | 94                    | Sí                    | Sí                        |
| DA MUZIK                               | HAPPY                 | GIANT TOMO                                         | 144                   | Sí                    | Sí                        |
| DOLLY CATCHER                          | LOUNGE GROOVE         | MONTPARNASSE                                       | 72-145                | Sí                    | Sí                        |
| DON'T STOP THE MUSIC                   | GARAGE HOUSE          | COSA NOSTRA (ERIC KUPPER REMIX)                    | 126                   | Sí                    | Sí                        |
| FALLING                                | LATIN HOUSE           | COSA NOSTRA (YUKIHIRO FUKUTOMI REMIX)              | 125                   | Sí                    | Sí                        |
| SUPER DYNAMITE SOUL                    | BIG BEAT              | DJ MURPHY                                          | 129                   | Sí                    | Sí                        |
| SWEET BREEZE                           | BIG BEAT              | ESCALATOR TEAM                                     | 150                   | Sí                    | Sí                        |
| VENUS ON YOUR SMILE                    | TRANCE                | H2H                                                | 140                   | Sí                    | Sí                        |
| WALKIN' IN THE SUN                     | LATIN HOUSE           | YUKIHIRO FUKUTOMI                                  | 128                   | Sí                    | Sí                        |
| Remixes Licenciados                    |                       |                                                    |                       |                       |                           |
| BANG BANG BANG                         | MODS                  | REMIXED BY TATSUYA NISHIWAKI feat. REIKA MORISHITA | 200                   | Sí                    | Sí                        |
| THE THEME OF FURUHATA NINZABURO        | BREAKBEATS            | REMIXED BY U10G                                    | 131                   | Sí                    | Sí                        |
| KOI NO BOOGIE-WOOGIE TRAIN             | 80'S DISCO            | REMIXED BY U10G DJ NAGUREO feat. CHAKA             | 120                   | Sí                    | Sí                        |
| TAIYO NI HOERO -SHOUGEKI-              | RAVE SKA              | REMIXED BY U10G                                    | 160                   | Sí                    | Sí                        |
| TOKIO                                  | ELECTRO POP           | REMIXED BY TATSUYA NISHIWAKI                       | 166                   | Sí                    | Sí                        |
| Konami Originals                       |                       |                                                    |                       |                       |                           |
| DISCO DANCING                          | DISCO                 | DJ SIMON                                           | 126                   | Sí                    | Sí                        |
| GAME                                   | CYBER FUNK            | SLAKE                                              | 90-230                | Sí                    | Sí                        |
| MASK                                   | BREAKBEATS            | RAM                                                | 152                   | Sí                    | Sí                        |
| SNATCHER -DUAL VACUUM MIX-             | DIGIROCK              | FinalOffset                                        | 114                   | Sí                    | Sí                        |
| TOKYO EUROPEAN ESPRESSO                | TECHNO CLASSIC        | FinalOffset                                        | 127                   | Sí                    | Sí                        |
| TRIBE SONIC                            | HARD HOUSE            | AKI                                                | 130                   | Sí                    | Sí                        |
| VIVA2000 -27MIX                        | LATIN                 | REMIXED BY DJ NAGUREO                              | 120                   | Sí                    | Sí                        |
| Canciones ocultas                      |                       |                                                    |                       |                       |                           |
| GANBARE NIHONCHA!!                     | HOKOTEN BREAKS        | DJ TAKAWO                                          | 174                   | No                    | Sí                        |
| INFINITE PRAYER -floating flock style- | AMBIENT               | L.E.D.LIGHT feat.GORO                              | 120                   | No                    | Sí                        |
| SANA MOLLETE NE ENTE -B.L.T. STYLE-    | MONDO CUBAN           | Togo Project feat. Sana                            | 90-180                | No                    | Sí                        |
| Canciones de ANOTHER chart-only        |                       |                                                    |                       |                       |                           |
| 20, NOVEMBER                           | HOUSE                 | n.a.r.d.                                           | 130                   | No                    | Sí                        |
| 22DUNK                                 | TECHNO                | SLAKE                                              | 135                   | No                    | Sí                        |
| DEEP CLEAR EYES                        | DRUM'N'BASS           | QUADRA                                             | 155                   | No                    | Sí                        |
| FREAKOUT                               | HIPHOP                | ATHLETICS                                          | 101                   | No                    | Sí                        |
| LOVE SO GROOVY                         | SOUL                  | LOVEMINTS                                          | 141                   | No                    | Sí                        |
| PRINCE ON A STAR                       | ALTERNATIVE ROCK      | SPIRITUAL RIDE                                     | 145                   | No                    | Sí                        |
| R3                                     | RAVE                  | TIGER YAMATO                                       | 157                   | No                    | Sí                        |
| TOKAI                                  | JAPANESE HIPHOP       | HiCo-key                                           | 97                    | No                    | Sí                        |